# Prva hrvatska liga u bejzbolu 2010.
Prvenstvo Hrvatske u bejzbolu 2010. godine.

## Natjecateljski sustav
Igralo se po liga- i po kup-sustavu. Prvi dio natjecanja se igrao ligaški.
Prve dvije su doigravale za prvaka, a igralo se na četiri pobjede. Treća i četvrta momčad su doigravale za 3. mjesto, a igralo se na 3 pobjede.

## Sudionici
Sudionici su bili splitska Nada, karlovačka Olimpija, zagrebački Zagreb i varaždinska Vindija.

## Doigravanje za 3. mjesto
- 1. susret

- 2. susret

- 3. susret

- 4. susret, 3. srpnja 2010.

Zagreb - Vindija 6:4  (1:3 u pobjedama)

## Doigravanje za prvaka
- 1. susret

- 2. susret

- 3. susret, 29. lipnja 2010.

Olimpija - Nada 12:2 (1:2 u pobjedama)
- 4. susret, 30. lipnja 2010.

Olimpija - Nada 2:3 (1:3 u pobjedama)
- 4. susret, 3. srpnja 2010.

Nada - Olimpija 10:9 (4:1 u pobjedama)
Hrvatski prvak je splitska Nada.